# 常州大麻糕
常州大麻糕，本地一般直接称之为麻糕，是中华人民共和国江苏省常州市的一个土特产名吃。其制作工艺为江苏省非物质文化遗产。

## 特点
常州大麻糕以面粉、白糖、猪板油、桂花、香葱、盐、芝麻等为食材制成，由长乐茶社王长乐创制。由于形状类似鞋底，当时常州百姓多穿草鞋，因此称呼其为“草鞋底”。其色泽金黄，光洁油亮。口感松酥香脆，皮薄酥重，层次感分明。2009年9月，常州大麻糕制作技艺成功入选第二批江苏省非物质文化遗产名录。